# Miroslav Svoboda (politik ČSL)
Miroslav Svoboda (25. září 1922 Hlásná Třebáň – 2. července 1988 Praha) byl český a československý politik Československé strany lidové a poúnorový poslanec Národního shromáždění ČSSR, Sněmovny lidu Federálního shromáždění a České národní rady.

## Biografie
Po absolvování obecné školy v Karlštejně studoval na reálném gymnáziu v Berouně. V letech 1941–1945 pracoval na hospodářství svých rodičů. V letech 1945–1949 navštěvoval Vysokou školu zemědělského a lesního inženýrství v Praze. Pak v letech 1949–1952 působil coby soukromě hospodařící rolník. Od roku 1952 byl agronomem JZD Hlásná Třebáň, od roku 1962 JZD Proletář Mořina. V letech 1967–1968 byl předsedou JZD Pokrok Svinaře. Od roku 1946 byl členem ČSL a v letech 1948–1960 členem MNV Hlásná Třebáň.
Ve volbách roku 1960 byl zvolen za ČSL do Národního shromáždění ČSSR za Středočeský kraj. Mandát obhájil ve volbách v roce 1964. V Národním shromáždění zasedal až do konce jeho funkčního období v roce 1968.
K roku 1968 se profesně uvádí jako náměstek ministra zemědělství a výživy z obvodu Radotín. Tuto funkci zastával od poloviny července 1968 do začátku roku 1970. V roce 1968 mu bylo uděleno vyznamenání Za vynikající práci.
Po federalizaci Československa usedl roku 1969 do Sněmovny lidu Federálního shromáždění (volební obvod Radotín), kde setrval do listopadu 1970, kdy rezignoval na poslaneckou funkci. Od roku 1969 zasedal i v České národní radě.
Po invazi vojsk Varšavské smlouvy do Československa byl jedním z deseti poslanců Národního shromáždění, kteří se na podzim 1968 zdrželi hlasování při schvalování smlouvy o „dočasném pobytu“ sovětských vojsk na území ČSSR, která měla legalizovat Moskevský protokol. Ústřední výbor Komunistické strany Československa ho pak s nástupem normalizace zařadil na seznam „představitelů a exponentů pravice“. V té době je uváděn jako náměstek ministra zemědělství České socialistické republiky. Pak odešel z veřejného dění.